# Yahya ibn Ma'in
Yaḥyā ibn Maʿīn (in arabo يحيى بن معين‎?; al-Anbar, 775 – Medina, 847) è stato un giurista arabo-musulmano.
Yaḥyā b. Maʿīn b. ʿAwn al-Murrī al-Ghaṭafānī al-Baghdādī, Abū Zakariyāʾ, fu un dotto appartenente alla nascente scuola giuridica fondata dal suo maestro Ahmad ibn Hanbal e un grande esperto di ʿilm al-rijāl, al pari di ʿAlī al-Madīnī. 

Dilapidò il patrimonio paterno, ricevuto in eredità, per acquistare ogni sorta di manoscritto che egli avesse giudicato utile per i suoi studi sulle tradizioni canoniche.
Fu tra i sette più apprezzati dotti della sua generazioni che furono convocati dal califfo al-Maʾmūn perché sanzionassero col loro prestigioso assenso la sua decisione d'imporre il dogma mutazilita del Corano creato. A chi più tardi gli rimproverava il consenso espresso, Yaḥyā b. Maʿīn sinceramente rispose giustificandosi: "avevo la spada sopra la mia testa".
Visse a lungo nella capitale califfale abbaside di Baghdad ma morì mentre era a Medina, nel quadro del hajj che stava effettuando, tanto da essere sepolto nel cimitero cittadino del Baqi' al-Gharqad. Si dice avesse raccolto ed esaminato scrupolosamente la struttura di circa 600.000 ʾaḥādīth, con l'indagine che fu definita dell'al-jarḥ wa al-taʿdīl.